# Тадеуш Райхщайн
 Тадеуш Райхщайн (на немски: Tadeus Reichstein), роден на 20 юли 1897 г. във Влоцлавек, Полско кралство като Tadeusz Reichstein, по-късно също така Thadeus; починал на 1 август 1996 г. в Базел, Швейцария, е швейцарски химик и ботаник. През 1950 г. получава Нобелова награда за физиология или медицина.

## Биография
Тадеуш Райхщайн е от полско-еврейски произход. Баща му Изидор е инженер химик. Детството му преминава в Киев. Учи в Йена, след което семейството се премества да живее в Швейцария, където той получава швейцарско гражданство през 1914 г. По-късно следва химия в Швейцарски федерален технологичен институт в Цюрих, където се дипломира през 1921 г. с разработка при Херман Щаудингер.